# Georg Ludwig von Uetterodt
Georg(e) Ludwig von Uetterodt († 15. November 1781 in Dresden-Neustadt) war ein kurfürstlich-sächsischer Generalmajor.

## Leben und Werk
Er stammte aus der Adelsfamilie von Uetterodt und trat in den Dienst der Kurfürsten von Sachsen. In der Sächsischen Armee stieg er bis zum Generalmajor auf. Als solcher war er Kommandant des Prinz-Gothaischen-Infanterieregiments. Als er starb, hinterließ er zahlreiche Schulden, deren Regulierung sich mehrere Jahre hinzog.